# Sura Maryam

Maryam, sura 19, caligrafie arabă.

Maryam (în arabă مريم, transliterat: Maryam, în traducere „Maria”) este a 19-a sură din Coran. Partea centrală a celor 98 de versete relatează cum Fecioara Maria a s-a retras în pustie, unde a primit de la îngerul lui Dumnezeu vestea că va rămâne însărcinată și a rămas însărcinată. Îngerul îi alină Mariei întristarea cauzată de temerea ce va zice lumea, spunându-i să scuture un palmier și să se hrănească cu curmalele acelea și cu apa pârâului pe care Dumnezeu îl va izvorî acolo. Astfel consolată, Fecioara Maria se întoarce la ai ei, care văzând-o însărcinată, o ceartă, spunându-i că a făcut ceva nepermis. Maria nu le răspunde, făcând jurământ de tăcere, însă nou născutul (Isa) le spune că este robul lui Dumnezeu, care i-a dat cartea și binecuvântarea.